# Anthony Sarpong
Michael Anthony Sarpong Kumankomah (* 19. Februar 1982 in Kumasi, Ghana) ist ein ghanaisch-deutscher Koch, Gastronom und Kochbuchautor.

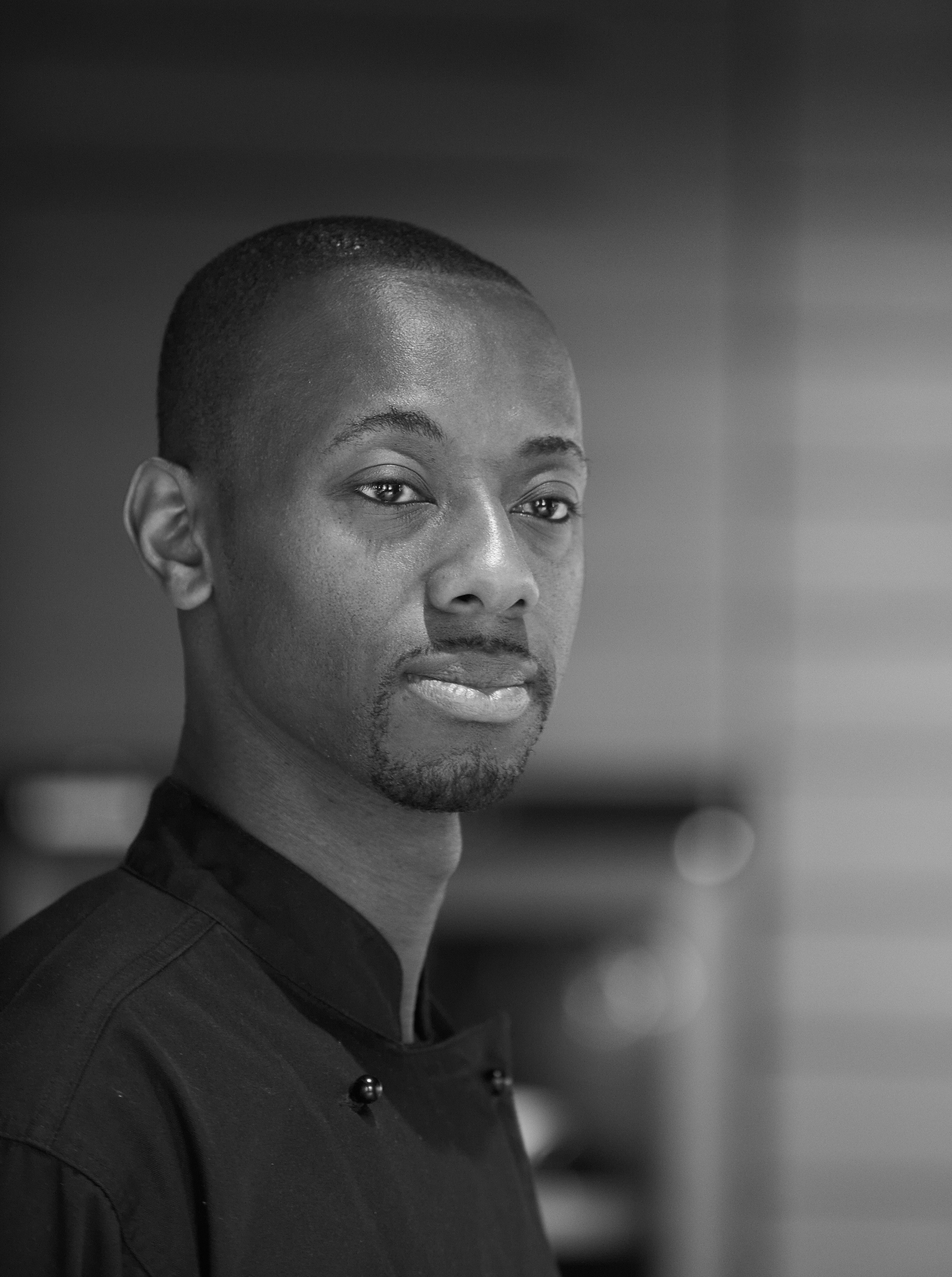
Anthony Sarpong

## Werdegang
Anthony Sarpong wurde in Ghana geboren und wuchs in Wiesbaden auf. Er nahm 1995 die deutsche Staatsbürgerschaft an und begann 1998 seine Ausbildung zum Koch im Crown Plaza Hotel, Wiesbaden. Nach seiner Ausbildung war Anthony Sarpong sowohl als Privatkoch als auch in verschiedenen Sterneküchen rund um den Globus beschäftigt.
2014 eröffnete er sein Restaurant Anthony’s mit Kochschule in Meerbusch. Vom Mai 2017 bis März 2019 übernahm er zusätzlich das „Reiterstübchen“ in Neuss. Seit Mai 2019 ist Sarpong Culinary Director im Steigenberger-Hotel Petersberg.
Im Oktober 2024 musste er für sein Restaurant Anthony’s Kitchen einen Insolvenzantrag stellen; der Betrieb konnte  mit einer Auffanggesellschaft weitergeführt werden.

## Privates
Sarpong hat drei Kinder. Seine Tochter macht eine Kochausbildung im Restaurant Anthony’s.

## Auszeichnungen
- Guide Michelin – Anthony’s – Ein Stern 2018[7]
- Gault-Millau – Anthony’s – 14 Punkte 2017[8]

## Publikationen
- Anthony’s Kitchen: Sterneküche für alle. Meine besten Rezepte. Südwest Verlag, München 2018, ISBN 978-3-517-09727-5.